# Siedliska (gmina Koszyce)
Siedliska – wieś w Polsce położona w województwie małopolskim, w powiecie proszowickim, w gminie Koszyce.
W latach 1975–1998 miejscowość należała administracyjnie do województwa kieleckiego.
| SIMC    | Nazwa        | Rodzaj    |
| ------- | ------------ | --------- |
| 0244937 | Skałka       | część wsi |
| 0244943 | Stanisławice | część wsi |
| 0244950 | Wymysłów     | część wsi |